# Alessandro Paganessi
Alessandro Paganessi (Gazzaniga, 30 gennaio 1959) è un ex ciclista su strada e mountain biker italiano.

## Carriera
Professionista dal 1980 al 1987, Paganessi fa i suoi primi passi nel mondo del ciclismo nella società San Marco-Vertova, famoso vivaio di numerosi campioni bergamaschi (tra cui Paolo Lanfranchi, Giuseppe Guerini, Paolo Savoldelli e molti altri). Tra i dilettanti si mise in luce nelle corse a tappe, vincendo il Giro della Valle d'Aosta e terminando secondo al Giro d'Italia dilettanti, ma, una volta approdato nel professionismo, riuscì solo a tratti a confermare quanto di buono fece nelle categorie giovanili. Dopo qualche piazzamento nel 1981 (terzo alla Coppa Sabatini e secondo nella Tre Valli Varesine) e nel 1982 (terzo al Giro del Lazio), visse la miglior annata professionistica nel 1983: ottenne infatti quattro vittorie, conquistando la Tre Valli Varesine, la tappa del Giro d'Italia con arrivo ad Arabba e due tappe al Giro di Svezia.
Inoltre si piazzò terzo al Gran Premio Città di Camaiore valido per l'assegnazione della maglia di campione italiano. Grazie a questi risultati venne convocato per i campionati del mondo di Altenrhein per fare da gregario a Giuseppe Saronni, ma non riuscì a portare a termine la gara.
Dopo questa buona annata non riuscì a confermarsi in modo continuo: nel 1985 si aggiudicò una tappa del Tour de Romandie, l'anno successivo disputò un buon Giro d'Italia dove si piazzò terzo in una tappa e termina dodicesimo in classifica generale, mentre nel 1987 vinse una tappa al Giro di Svizzera.
Al termine di questa stagione decise di chiudere la carriera su strada e passò al mountain biking, dove riuscì ad ottenere risultati lusinghieri: nel 1988 e nel 1989 si laureò infatti campione italiano nel cross country. In ambito amatoriale ha saputo imporsi per due volte (1997 e 1998) nella prestigiosa Gran Fondo della Maratona delle Dolomiti.

## Palmarès

### Strada
- 1976 (Juniores)

2ª tappa Dusika Jugend Tour (Neusiedl am See > Mattersburg)
- 1977 (Juniores)

1ª tappa Course de la Paix Juniors
Classifica generale Course de la Paix Juniors
- 1978 (Dilettanti)

Trofeo Sportivi Magnaghesi
- 1979 (dilettanti)

Coppa Citta' di San Daniele
3ª tappa Giro della Valle d'Aosta (Quart > Valgrisenche)
Classifica generale Giro della Valle d'Aosta
- 1980 (Bianchi, tre vittorie)

Trofeo Matteotti - Marcialla
Giro del Valdarno
Trofeo Santa Rita
- 1981 (Bianchi - Piaggio, una vittoria)

Classifica generale Cronostafetta
- 1983 (Bianchi, quattro vittorie)

20ª tappa Giro d'Italia (Selva di Val Gardena > Arabba)
Tre Valli Varesine
2ª tappa Postgirot Open (Borås > Skövde)
3ª tappa Postgirot Open (Skövde > Huskvarna)
- 1985 (Murella, una vittoria)

2ª tappa Tour de Romandie (Villeneuve > La Chaux de Fonds)
- 1987 (Ariostea, una vittoria)

9ª tappa Tour de Suisse (Scuol > Laax)

#### Altri successi
- 1983 (Bianchi)

1ª tappa Giro d'Italia (Brescia > Mantova, cronosquadre)
1ª tappa Giro di Sardegna (Cagliari, cronosquadre)
Criterium di Ragusa

### Mountain bike
- 1988

Campionati italiani, Cross-country
- 1989

Campionati italiani, Cross-country

## Piazzamenti

### Grandi giri
- Giro d'Italia

1982: ritirato
1983: 29º
1984: 36º
1985: ritirato (10ª tappa)
1986: 12º
1987: 29º

### Classiche
- Milano-Sanremo

1981: 72º
1986: 40º
- Liegi-Bastogne-Liegi

1985: 57º

### Competizioni mondiali
- Campionati del mondo su strada

Vienna 1977 - In linea Juniores: 7º
Altenrhein 1983 - In linea: ritirato